# 林晓
林晓（1920年11月—2018年10月5日），河北省魏县人，中华人民共和国政治人物。
1947年，担任中共河南省邓县县委书记、南阳地委书记等。后升任河南省纪委书记、河南省人大常委会主任。
林晓于2018年10月5日在郑州逝世。